# Aguada Fénix
Pour les articles homonymes, voir Aguada.
Aguada Fénix est un site maya monumental situé dans l'état de Tabasco, au Mexique, près de la frontière avec le Guatemala. Découvert par relevé aérien lidar en 2017, il est considéré depuis comme le plus ancien et le plus grand site cérémoniel maya.

## Découverte
La découverte d'Aguada Fénix est annoncée en juin 2020 par Takeshi Inomata (ja), un archéologue de l'université de l'Arizona à Tucson qui fait partie de l'équipe de recherche lancée en 2017 pour étudier le bassin moyen du río Usumacinta (en anglais : Middle Usumacinta Archaeological Project).
La prospection aérienne commence par une couverture lidar de faible résolution, mais portant sur toute la région, due à l’Institut national de statistiques et de géographie mexicain (INEGI). La couverture lidar à haute résolution se cantonne ensuite aux zones archéologiques jugées prometteuses.
Le site se trouve près de la rivière San Pedro, un affluent du río Usumacinta, dans l'est du Tabasco.
D'abord cartographié depuis les airs par lidar, il livre de la poterie et des haches de jade dès les premières fouilles.
Les mêmes campagnes de prospection et de fouilles découvrent également le site de La Carmelita au bord du río Usumacinta et à côté de la ville d’Emiliano Zapata, environ 80 km à l’ouest d’Aguada Fénix. Les deux sites sont  approximativement contemporains et présentent des structures analogues.

## Caractéristiques

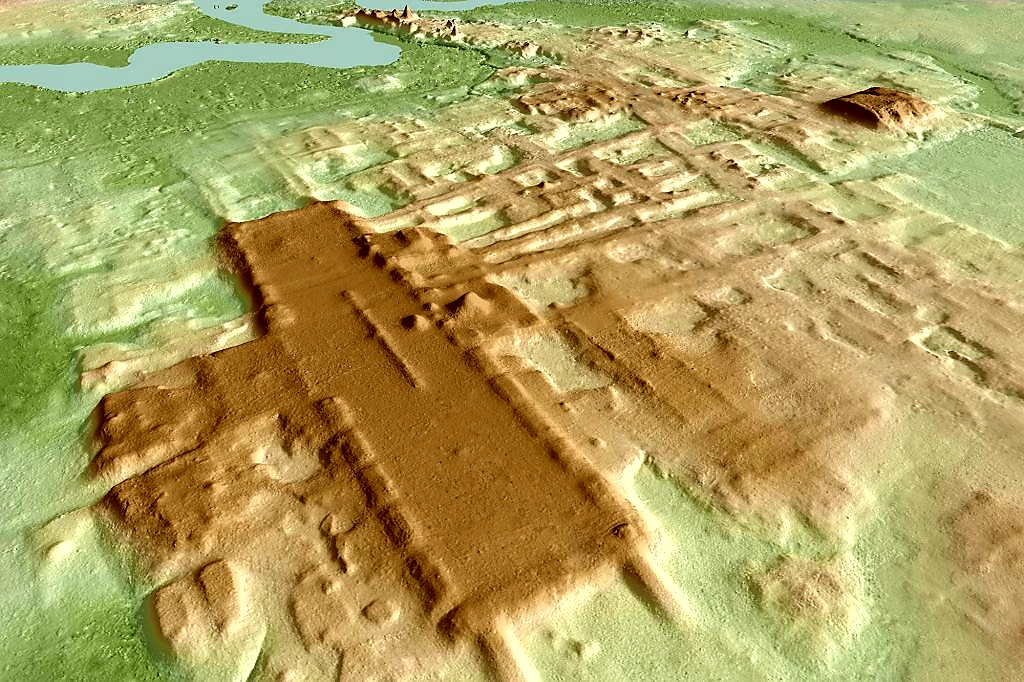
Relevé numérique lidar.

La grande plateforme d'Aguada Fénix est un monticule aplati de terre et d'argile d'environ 1 400 m de long et 400 m de large, pour 10 à 15 m de hauteur,. Son volume dépasserait celui de la grande pyramide de Gizeh.
La structure monumentale complète comprend neuf chaussées massives et plusieurs réservoirs. Elle est aujourd'hui couverte de bois et de pâturages.
Outre cette grande plateforme, la zone archéologique d'Aguada Fénix comprend une vingtaine de centres cérémoniels plus petits. Leurs plateformes sont systématiquement rectangulaires et orientées nord-sud. On y trouve des groupes dits « en E » déjà connus sur de nombreux sites des Basses-Terres mayas et datés du préclassique mésoaméricain moyen ou récent.
La céramique apparaît vers 1200 av. J.-C. dans les premiers dépôts sondés à la base des constructions, soit un ou deux siècles plus tôt que dans d’autres communautés mayas telles que Ceibal, Tikal, Cahal Pech, Cuello, etc. La céramique s'apparente à celle de Ceibal et diffère notablement de la céramique de La Venta et de la région du río Grijalva, ce qui place Aguada Fénix dans la tradition maya et non olmèque. L’origine systématiquement guatémaltèque de l'obsidienne utilisée sur le site confirme son appartenance à l'aire culturelle maya par opposition à un site olmèque comme San Lorenzo où l'on trouve à la fois de l'obsidienne guatémaltèque et mexicaine.
Une cache contenant des outils de jade, dont six haches, rappelle des dépôts similaires à San Isidro, Chiapa de Corzo, Ceibal et Cival mais aussi à La Venta et suggère des rituels communs aux Mayas et aux Olmèques. La seule statue trouvée sur le site représente un animal, probablement un pécari à lèvres blanches, dans un style naturaliste qui se distingue toutefois clairement de la statuaire olmèque.
Les constructions commencent au plus tard vers 1000 av. J.-C. (peu de temps avant les premières constructions de Ceibal) et se terminent vers 800 av. J.-C. Les sondages montrent que chaque étape de construction ajoute un remplissage de terres de différentes couleurs, disposées en damier, entre deux niveaux de sol. Les archéologues estiment que la construction de la grande plateforme d'Aguada Fénix a nécessité 10 à 13 millions de jours-hommes de travail pour 3,2 à 4,3 millions de m3 de terre, un volume surpassé par celui de la plateforme olmèque de San Lorenzo mais qui dépasse celui du complexe maya de La Denta (es) sur le site d'El Mirador.
Le site est abandonné vers 750 av. J.-C. pour des raisons encore à découvrir.

## Influences
| \| Cuello Dzibilchaltún El Bellote El Mirador El Trapiche Kaminaljuyú La Venta Nakbé San Lorenzo Takalik Abaj Tikal \| Sites préclassiques dans l'aire maya ou à proximité. |
| Cuello Dzibilchaltún El Bellote El Mirador El Trapiche Kaminaljuyú La Venta Nakbé San Lorenzo Takalik Abaj Tikal                                                            |

Contrairement aux Olmèques de San Lorenzo (c. 1400-1150 av. J.-C.) et La Venta (c. 800 av. J.-C. ou plus) qui affichent des signes flagrants d’inégalité sociale, la communauté maya d'Aguada Fénix semble relativement égalitaire. Elle hérite probablement d’une tradition d’architecture horizontale venant de San Lorenzo mais lui ajoute des éléments tels que la standardisation du plan des plateformes, les groupes dits « en E » et d’autres constructions pyramidales. Ces innovations résultent sans doute d’interactions avec les traditions de la côte pacifique.
Aquada Fénix s’avère l’une des plus anciennes traces de sédentarisation dans la civilisation maya, caractérisée par l’apparition de céramiques et le développement de la culture du maïs. La rareté des zones résidentielles laisse cependant penser que la population est encore largement nomade. Si les centres cérémoniels monumentaux s’inspirent de précédents olmèques souvent associés à une hiérarchie pesante, la même architecture peut aussi bien répondre à un besoin de rassemblement spontané dans une structure sociale plus égalitaire.